# Васильев, Александр Борисович
Алекса́ндр Бори́сович Васи́льев (род. 26 июля 1961, Шостка, Сумская область) — советский легкоатлет, специалист по барьерному бегу. Выступал за сборную СССР по лёгкой атлетике в 1980-х годах, чемпион турнира «Дружба-84», обладатель серебряных медалей Игр доброй воли и чемпионата Европы, многократный победитель и призёр первенств всесоюзного значения, действующий рекордсмен СССР и Белоруссии в беге на 400 метров с барьерами. Мастер спорта СССР международного класса.

## Биография
Александр Васильев родился 26 июля 1961 года в городе Шостка Сумской области Украинской ССР.
Занимался лёгкой атлетикой в Киеве и в Минске, выступал за Вооружённые Силы.
Впервые заявил о себе на всесоюзном уровне в сезоне 1982 года, когда в составе первой команды Украинской ССР выиграл бронзовую медаль в эстафете 4 × 400 метров на чемпионате СССР в Киеве.
Рассматривался в качестве кандидата на участие в летних Олимпийских играх 1984 года в Лос-Анджелесе, однако Советский Союз вместе с несколькими другими странами восточного блока бойкотировал эти соревнования по политическим причинам. Вместо этого Васильев выступил на альтернативном турнире «Дружба-84» в Москве, где превзошёл всех соперников в беге на 400 метров с барьерами и завоевал золотую награду.
В 1985 году на соревнованиях в Осло установил всесоюзный рекорд в 400-барьерном беге — 48,33. Одержал победу в беге на 400 метров с барьерами и в эстафете 4 × 400 метров на чемпионате СССР в Ленинграде, при этом в барьерах повторил собственный всесоюзный рекорд. Позднее с результатом 47,92 финишировал вторым на Кубке Европы в Москве — тем самым установил рекорд СССР, который впоследствии так и не был никем превзойдён (также этот результат считается действующим рекордом Белоруссии). Помимо этого, победил в матчевой встрече со сборной США в Токио, был вторым на Кубке мира в Канберре.
В 1986 году стал серебряным призёром на Играх доброй воли в Москве. На чемпионате СССР в Киеве получил золото в беге на 400 метров с барьерами и серебро в эстафете 4 × 400 метров. На чемпионате Европы в Штутгарте выиграл серебряную награду.
В 1987 году на чемпионате СССР в Брянске в третий раз подряд стал чемпионом страны в 400-метровом барьерном беге. На последовавшем чемпионате мира в Риме остановился на стадии полуфиналов.
В 1988 году на турнире в Таллине в четвёртый раз подряд стал чемпионом СССР в беге на 400 метров с барьерами и по окончании этого сезона завершил спортивную карьеру.
За выдающиеся спортивные достижения удостоен почётного звания «Мастер спорта СССР международного класса».
Его старший брат Николай также добился успеха в барьерном беге, участник Олимпийских игр в Москве.